# Lund (comune)
Lund è un comune svedese di 122 948 abitanti, situato nella contea della Scania. Il suo capoluogo è la località omonima.

## Località
Nel territorio comunale sono comprese le seguenti aree urbane (tätort):
| # | Località        | Popolazione |
| - | --------------- | ----------- |
| 1 | Lund            | 76 188      |
| 2 | Södra Sandby    | 5 941       |
| 3 | Dalby           | 5 517       |
| 4 | Veberöd         | 3 717       |
| 5 | Genarp          | 2 647       |
| 6 | Idala           | 739         |
| 7 | Stångby         | 677         |
| 8 | Torna Hällestad | 572         |
| 9 | Revingeby       | 538         |

## Amministrazione

### Gemellaggi
- Viborg
- Hamar
- Porvoo
- Dalvík
- Nevers
- León
- Greifswald
- Zabrze